# El Trapiche Viejo
El Trapiche Viejo är en ort i Mexiko.   Den ligger i kommunen Mazatlán Villa de Flores och delstaten Oaxaca, i den sydöstra delen av landet, 280 km sydost om huvudstaden Mexico City. El Trapiche Viejo ligger 787 meter över havet och antalet invånare är 357.
Terrängen runt El Trapiche Viejo är huvudsakligen bergig. El Trapiche Viejo ligger nere i en dal. Runt El Trapiche Viejo är det ganska tätbefolkat, med 52 invånare per kvadratkilometer. Närmaste större samhälle är Huautla de Jiménez, 14,6 km nordost om El Trapiche Viejo. I omgivningarna runt El Trapiche Viejo växer huvudsakligen savannskog.